# إلهام حسن
إلهام إبراهيم عبد الله حسن (ولدت في 1964 في فريج المخارقة، المنامة، البحرين) سيدة أعمال بحرينية.

## النشأة والتعليم
حسن من مواليد فريج المخارقة في المنامة 1964. كانت الإبنة الكبرى لوالدها الذي أنجب لاحقا ابنتين وولدين. نشأت في منطقة القضيبية.
درست في مدرسة العدوية الإبتدائية للبنات ثم في مدرسة القضيبية الإعدادية للبنات ثم في مدرسة الحورة الثانوية للبنات. تعتبر أصغر بحرينية حصلت على الثانوية العامة (14 عام) ودرجة البكالوريوس في التجارة (18 عام) من جامعة القاهرة.

## المسيرة المهنية
التحقت إلهام بشركة برايس ووتر هاوس كوبرز في البحرين واحدة من كبريات شركات تدقيق حسابات واستشارات أعمال في العالم في العام 1982. بعد زواجها سافرت مع زوجها إلى الولايات المتحدة وذلك من أجل أن يكمل زوجها دراسة الماجستير وهي للحصول على الزمالة والعمل مع الشركة فرع الولايات المتحدة. بعد العودة من الولايات المتحدة في العام 1986 طلبت منها الشركة العمل معهم في فرع المملكة المتحدة وسافرت مجددا ومعها زوجها الذي كان يدرس الدكتوراه هناك أيضا واصطحبت معها أمها وابنتها وأخيها الصغير. ثم عادت للبحرين مجددا في نهاية العام 1990 واستمررت في السفر كثيرا ولكن لفترات أقصر من أجل العودة إلى عائلتها في البحرين. تدرجت في مناصبها المختلفة حتى تم اختيارها الشريك المسئول عن البحرين لشركة برايس ووتر هاوس كوبرز العالمية العام 2001. في عام 2010 تفاهمت مع الشركة العالمية وتوقفت عن العمل معهم وفتحت شركتها الخاصة في البحرين لأن بناتها قد كبرن وصرن يعشن في الخارج وأصبحت لا تلتقي بهن كثيرا. تعتبر أول امرأة عربية تشغل منصب الشريك المسئول في إحدى شركات التدقيق. وكذلك تعتبر أول بحرينية تحصل على شهادة محاسب قانوني معتمد من الولايات المتحدة.
قادت فرق عمل لعدد من المشروعات الخاصة والعامة والحكومية داخل البلاد وخارجها.
في 13 أبريل 2006 صنفتها مجلة فوربس العالمية المتخصصة الاستشارية كأقوى سيدة أعمال بحرينية للعام 2005 وفي المرتبة 14 على مستوى الوطن العربي.

## الحياة الشخصية
متزوجة من محمد العنزور ولديها ثلاث بنات.